# Nelmin Nos
Nelmin Nos (russisch Не́льмин Нос) ist eine Siedlung im Autonomen Kreis der Nenzen in Russland mit 916 Einwohnern (Stand 14. Oktober 2010).

## Geographie
Nelmin Nos liegt im stark verzweigten Mündungsdelta der Petschora, etwa 38 km nördlich von Narjan-Mar, der Hauptstadt des Autonomen Kreises der Nenzen. Der Ort befindet sich am linken Ufer des Petschora-Flussarmes Tundrowy Schar, der ausgehend vom drei Kilometer südlich gelegenen See Golodnaja Guba in die 30 km nördlich gelegene Petschorasee entwässert.
Administrativ gehört Nelmin Nos zum Sapoljarny rajon. Zudem ist es Verwaltungssitz und einziger ständig bewohnter Ort der Gemeinde Malosemelski selsowet, welche nach der westlich von Nelmin Nos gelegenen Malosemelskaja-Tundra benannt ist.

## Geschichte
Die Siedlung entstand im Jahr 1937 als Basis für die Erste Nenzener Rentier-Kolchose (Первого Ненецкого оленеводческого колхоза; ПНОК).
Im Jahr 1995 wurde der Malosemelski selsowet als gleichnamige Gemeinde neu formiert. Seit dem Jahr 2005 ist Nelmin Nos als Zentrum des Malosemelski selsowet Teil des Sapoljarny rajon.

### Bevölkerungsentwicklung
Die Mehrheit der Bevölkerung gehört den Nenzen an.
| Jahr | Einwohner |
| ---- | --------- |
| 2002 | 970       |
| 2010 | 916       |

Anmerkung: 2002 und 2010 Volkszählungsdaten

## Infrastruktur
Der Ort verfügt über einen Kindergarten, eine allgemeinbildende Schule, eine Ambulanz, eine Bäckerei und diverse Läden. Zudem gibt es ein Ethnokulturelles Zentrum, in dem sich neben einer Bibliothek auch ein Heimatmuseum, ein traditionelles Musikensemble und ein Kunstkabinett befindet.

## Wirtschaft und Verkehr
Die Bevölkerung ist schwerpunktmäßig in der Rentierhaltung tätig.
In den eisfreien Sommermonaten erfolgt der Transport von Passagieren und Fracht vorwiegend mit Schiffen auf der Route Nelmin Nos – Narjan-Mar. In den Wintermonaten kann die Siedlung nur mit Motorschlitten und Amphibienfahrzeugen erreicht werden.